# Lemko Bluegrass Band
Lemko Bluegrass Band — акустичний гурт зі Львова.
Шалений мультикультурний мікс львівських Lemko Bluegrass Band можна окреслити як "традиційна українсько-американська музика", трансатлантичні поєднання з карпатським присмаком заграні сучасно, живо і неординарно. Двома словами – лемківський блюґрас, карпатський свінг чи гуцульський блюз.
LBB не потребує особливого представлення, бо вже давно є частиною локального звучання і давно гріється любов'ю львівської публіки. Блюз, свінг, кантрі, блюґрас – важко описати всю хімію доробку музикантів, які кохаються в українській пісні та вправно продовжують традиції наших емігрантів в Північній Америці, приправляючи їх особливим карпатським колоритом і просто фантастичною енергетикою.
Музиканти вже встигли зарекомендувати себе не тільки в Україні, Польщі чи Словаччині – вони також є учасниками яскравий львівських фольк та рок груп, серед інших Бурдон, Shokolad, Kurbasy, Люди добрі та Гич Оркестр. Концертуючи Європою та Америкою, окрім власних західно-українських інспірацій музиканти набираються безлічі міжнаціональних впливів, щоб запропонувати слухачам унікальне трактування музики Карпат.
Міцний смак їхнім багатостилевим інтерпретаціям додають не тільки класичні скрипка, тромбон і гітара, але і дивні вінтажні та мультинаціональні інструменти – трансильванська скрипка Штроха, свінговий бас, діксілендовий кларнет, карпатські дримби й бубни, американське банджо і слайд-гітара, балканська бузукі і турецький саз.

## Дискографія
- 2015 — Lemko Bluegrass Band

## Склад
- Рост Татомир – вокал, бузукі, слайд-гітара, банджо
- Маркіян Турканик – скрипка, вокал
- Олександр Марусяк – тромбон
- Всеволод Садовий – мелодеон, перкусія
- Андрій Кохан – бас-гітара
- Ярослав Жовнірович – кларнет